# San Bartolo Ameyalco
San Bartolo Ameyalco es uno de los pueblos originarios de la Alcaldía Álvaro Obregón, de la Ciudad de México. Su nombre original se compone de las palabras Cuautla (bosque) y Ameyalli (fuente o manantial). Se representa por medio de un jeroglífico tomado del Códice Mendocino que simboliza el agua que brota y fluye gracias a un manantial. 
Hoy en día, aún se cuenta con un manantial conocido como el “ojo de agua”, el cual abastece a los pobladores del líquido vital para la vida. Dicho manantial ha provocado conflictos sociales y políticos durante los últimos años.

## Ubicación
El Pueblo San Bartolo Ameyalco se localiza al Poniente de la Ciudad de México, en la Alcaldía Álvaro Obregón. Colinda al norte con la Alcaldía Cuajimalpa, al sur con el Desierto de los Leones, al oeste con el Pueblo de Santa Rosa Xochiac y al este con el Pueblo de Tetelpan.

## Historia
Las etapas a través de las cuales ha pasado San Bartolo Ameyalco se encuentran registradas en varios códices y documentos que están en custodia de los representantes de bienes comunales del pueblo. 
La historia de San Bartolo Ameyalco comienza antes de la llegada de los españoles entre los años 1450 y 1500, aproximadamente. Existen distintos objetos de barro y obsidiana que se han encontrado y que remontan al pasado prehispánico. Es una de las comunidades más antiguas no sólo del Distrito Federal, sino de todo México. A los pobladores originarios de este lugar, se les conocía como tlaltecos (hombres pescadores), ya que llegaron al lugar siguiendo el cauce del río que los condujo a la laguna de Xaxalpa, lugar donde pudieron pescar y saciar sus necesidades, pues además de la laguna existía, y sigue existiendo, un manantial de agua potable.
El motivo por el cual los tlatelcos buscaron otro lugar para vivir, fue el aumento en la población de Chimalhuacán, lugar que habitaban sin que lo supieran los de Texcoco (bajo cuyo dominio se encontraban). El aumento demográfico significó un incremento del número de pescadores y esto, a su vez, una disminución en la cantidad de peces, pues eran pescados más frecuentemente . Tras varios años de vivir clandestinamente, fueron descubiertos por gente del Huey Tlatoani Chimalpopoca quien los interrogó y finalmente les permitió quedarse a condición de que le llevaran diariamente pescado fresco a su casa en Tizapán. 
Al estar ubicados en un lugar lejano de Tenochtitlán y de Texcoco, no supieron de la presencia de los españoles sino hasta que estos ya habían llegado a Tlaxcala. Tras la conquista española fueron sometidos y se les enseñaron costumbres hispanas como la religión. 
Durante la Colonia, los pueblos congregados en esta región, pertenecieron al Marquesado del Valle de Oaxaca, el cual fue otorgado a Hernán Cortés por Carlos I, rey de España. Los habitantes estuvieron obligados a entregarle tributo y servicios personales al Marqués del Valle, es decir a Cortés y sus descendientes. 
Después de la conquista, se fundó el pueblo de San Bartolo Ameyalco. El nombre “San Bartolo” es otra manera de llamar a San Bartolomé Apóstol, el santo patrono del pueblo, cuya vida posiblemente tuvo algún nexo simbólico con los anteriores dioses de la región y “Ameyalco” simbolizó el pasado prehispánico. Gracias al esfuerzo que hicieron los españoles por unificar mediante la religión, la mayoría de los pueblos tiene un lazo muy importante con la fe cristiana. Se le encomendó a la Orden Franciscana la enseñanza del Catolicismo en esta región. En 1534 se irguió la primera capilla, la cual era provisional pues estaba hecha de adobe y tejamanil. En el siglo XVII se construyó la iglesia y en 1979 se construyó otra edificación , más amplia, anexa a la ya existente. Actualmente estos dos edificios son representativos del centro del pueblo (conocido localmente como “El Puente”)
Además de la religión, los españoles importaron animales que no existían en el continente y que jugaron un gran papel en las tareas diarias de los novohispanos. Las condiciones climáticas de San Bartolo Ameyalco y los recursos naturales propiciaron el buen desempeño de la agricultura y la ganadería. Su eficiencia en el campo se debió al desarrollo de técnicas de sembrado como la utilización de excremento como abono para fertilizar la tierra. Además, los pobladores lograron identificar las fechas óptimas para arar la tierra, sembrar y cosechar.
Como complemento a la agricultura, se sembraron árboles frutales que proliferaron por su capacidad de adaptación al clima frío, complementando y satisficiendo las necesidades alimenticias de las personas. Destacan el capulín, el tejocote, la pera, la manzana, el ciruelo, el higo, entre otros.  
Al ser un lugar rodeado de cerros y vegetación, la fauna que había era muy diversa. Se podían encontrar venados, víboras de diversas especies(entre las q destaca la de cascabel), así como conejos, ardillas, gallinas silvestres, zopilotes y una gran variedad de pájaros tales como: huitlacoche, primavera, jilguero, colibrí, paloma, entre otras. 
Durante la etapa del Nueva España, la vida de los lugareños tuvo diversos cambios: las labores cotidianas de las personas se fueron transformando poco a poco. Además de las actividades de ganadería y agricultura, se comercializaban el carbón y la madera, la cual, obtenían de la tala de árboles del cerro. Los negocios se fueron expandiendo más allá de los límites del pueblo y de los lugares ya conocidos. Durante muchos años pagaron al Marquesado del Valle de Oaxaca una contribución llamada canon, 10 pesos oro, por el derecho a “tener una propiedad”. Sin embargo, en 1879 entre varios habitantes pagaron 310 pesos oro para tener las escrituras de sus propiedades y dejar de pagar el canon. 
Durante la época de la Revolución Mexicana, el pueblo de San Bartolo Ameyalco tuvo un papel importante en el ejército de Emiliano Zapata. Los zapatistas llegaron a San Bartolo al ser perseguidos y vencidos por el ejército de Venustiano Carranza. Se instalaron en uno de los cerros pertenecientes al pueblo, mismo que hasta la actualidad se le conoce como “El Campamento”.
En el momento que llegaron los zapatistas, los habitantes del pueblo sufrieron innumerables daños, ya que en sus batallas contra los carrancistas saquearon las casas, se robaron a las mujeres, mataron a algunos hombres y destruyeron los cultivos, dejándolos en la ruina. Para proteger sus pertenencias más valiosas, las enterraron debajo de la iglesia y de las casas. Entre ellas se encontraban las campanas y el Cristo de la capilla.
Cuentan las leyendas, que en las casas más antiguas de San Bartolo, aún existen algunos de objetos que se enterraron en esta época. También se dice que en San Bartolo existen túneles ocultos que utilizaban los miembros del ejército para huir de sus enemigos, pero solo los conocían pocas personas. Como en el resto del país, había derechos y libertades que los pueblos indígenas no gozaban. Por este motivo y por otras injusticias vividas, jóvenes de San Bartolo se unieron al ejército de Zapata. Teniendo en cuenta sus ideales sobre la construcción de una nueva nación que incluyera la democracia, la libertad y la justicia. 
Existen varias personas que son herederas directas de los relatos, de los hechos y acontecimientos de la historia y la vida cotidiana, dichos relatos se han conservado de generación en generación y es así como se conoce sobre el pueblo.
En los noventa, el pueblo de San Bartolo Ameyalco sufrió una modificación en sus límites, debido al acelerado y desordenado crecimiento demográfico. Tierras que originalmente no eran de carácter habitacional, se vieron densamente pobladas por asentamientos humanos irregulares. La tala de árboles y la construcción irregular se han vuelto un gran problema del pueblo pues poco a poco la urbanización ha afectado a los cerros, de hecho, muchos de estas construcciones ilegales ya cuentan con servicios públicos como luz, agua y drenaje.

## Costumbres y tradiciones

### Ferias
Existen dos celebraciones importantes y tradicionales, del pueblo. La primera, se celebra el día 2 de enero y se festeja al Dulce nombre de Jesús. La segunda, se celebra el día 24 de agosto y es la festividad del santo patrón del pueblo “San Bartolome Apóstol”.  Los días que dura la feria hay juegos mecánicos, dulces típicos, antojitos mexicanos, snaks, pan de pueblo, arrieros y chinelos, como se les conocen a los danzantes con ropa de terciopelo, sombreros y máscaras, que bailan y saltan al ritmo de una banda de música. cantantes diversos, se queman fuegos artificiales, hay baile y el último día hay un jaripeo.
Ambos eventos comienzan cuando la gente acude a la iglesia, acompañada de mariachis, en la madrugada, a cantar las “mañanitas” a los Santos. El párroco realiza misas a lo largo del día. La iglesia se adorna con portadas en forma de arco que se colocan a la entrada, elaboradas de flores de varios tipos, semillas, estambre, figuras de barro, tela, etc. dependiendo de quien las haga. Al terminar, los mayordomos reparten tamales y atole. 
Los mayordomos son los organizadores de las fiestas, se encargan de la logística de los eventos como: solicitar permisos a la Delegación, contratar bandas de música, mariachis, hacer la comida para las correspondencias (por lo general se sirve arroz, mole con pollo y frijoles) y supervisar el evento. La mayordomía es un puesto desempeñado exclusivamente por los hombres, sin embargo, las señoras participan ayudando con la elaboración de comida o con los adornos.  El presupuesto que utilizan para la organización del evento proviene de las familias del pueblo en forma de cooperación. Hubo veces que no se logró juntar el dinero necesario para cubrir los gastos de la feria, por eso, se puso como condición para ser enterrados en el panteón del pueblo el cooperar en vida para ella. 
Las correspondencias son alianzas religiosas y amistosas con otros pueblos, quienes acuden a la feria del pueblo organizador (en este caso San Bartolo Ameyalco), llevando regalos para la iglesia. Se realiza una especie de peregrinación, llamada “salva”, la gente del pueblo vecino camina hacia el pueblo anfitrión acompañado de una banda de música, arrieros y chinelos; mientras caminan cargan a los santos, estandartes, y regalan pulque. La gente que sale a sus balcones, techos, o a la calle les avienta confeti. 
Los arrieros representan la comercializaron de diversos productos como carbón, madera y forraje, principalmente con San Ángel y Tacubaya. La danza de los arrieros inició en San Bartolo en 1922, está compuesta de patrones de movimientos del cuerpo, se balancean de un lado a otro mientras caminan y dan vueltas; una parte de la danza de los arrieros, es una representación que se conoce como "La cuelga del negrito", en la cual, persiguen a un hombre determinado, que tiene la cara pintada de hollín, cuando lo atrapan lo llevan a “ahorcar” a un árbol. El negrito representa el problema al que se enfrentaban los arrieros durante la comercialización de sus mercancías, pues en los caminos había ladrones que se las arrebataban.
Actualmente, los arrieros bailan vestidos de blanco con un paliacate rojo en el cuello, portando un morral de ixtle (fibra textil proveniente del maguey), dentro del morral traen frutas, dulces, galletas y licores, que reparten al público presente. También llevan a sus mulas, burros, o caballos aparejados con huacales adornados, donde traen todo lo indispensable como fruta, arroz, frijol, maíz, mole y café para preparar sus alimentos. El Negrito es representado por un señor que se disfraza pintándose la cara con hollín, viste ropa humilde y un sombrero de palma viejo.

### El 24 de agosto (Día de San Bartolomé Apóstol)
Esta Festividad puede durar una semana en el cual el día central es el 24 de agosto cuando se conmemora el martirio de San Bartolomé Apóstol, se hace feria con juegos mecánicos, puestos de comida, ceremonias litúrgicas, procesiones, correspondencia con pueblos hermanos, danza de arriero/as y quema del castillo.

### El 2 de enero (Dulce Nombre de Jesús)
Esta Festividad celebra al Dulce Nombre de Jesús, pero se celebra porque al Pueblo le fue entregado el 2 de enero de 1622 la imagen de un Cristo Crucificado hecho de pasta de caña y al cual sigue hasta nuestros días dicha imagen, al igual que en el día de San Bartolomé, se realiza feria, correspondencias con pueblos hermanos, quema de castillo, danza de arrieros y chinelos, quema de castillo, ceremonia litúrgica y procesiones. 

### Semana Santa
Semana Santa es una fecha muy importante, ya que se organizan distintas procesiones para reafirmar la fe católica. Comienza el miércoles de Ceniza cuando se acude a misa. El Domingo de Ramos refleja el momento en que Jesús entra a Jerusalén, aclamado con palmas por sus fieles seguidores.    
El Jueves Santo se realiza la misa que representa la última cena del señor.  
En Viernes Santo, se realiza un Viacrucis, simulando las diferentes etapas vividas por Jesucristo desde el momento en que fue aprehendido hasta su crucifixión y sepultura.  
El párroco de la iglesia escoge a determinadas familias y les otorga la tarea de poner una imagen representativa, y veladoras. Cada una de estas casas representará una estación / etapa de la crucifixión. Durante el Viacrucis, la gente carga las imágenes de la Virgen María, de María Magdalena y de Jesucristo, pertenecientes al templo de San Bartolo Ameyalco, y se detienen a orar en cada estación. Tras la duodécima estación se dirigen a la iglesia a escuchar misa y después llevan la imagen de Jesucristo a la “La Piedra Grande”, lugar que representa el sepulcro. Los fieles se quedan toda la noche velándolo.
En Sábado Santo se realiza la vigilia pascual, del cual se hace el encendido del fuego nuevo en la fuente del pueblo y va en procesión hasta la iglesia del cual este será para encender el cirio pascual de la iglesia, al que también se hace al mismo tiempo la misa pascual del cual es cuando Jesucristo resucitó. Al terminar la celebración de vigilia se hace la quema del judas que son figuras de pirotecnia.
El día domingo por la madrugada vecinos de Piedra Grande/Monte Alegre realizan una tradicional alfombre hecha de accerrín y cal para la procesión que conmemora la resurrección del señor, del cual se baja la imagen del sepulcro de Piedra Grande mediante procesión solemne para llegar a la iglesia y celebrar misa respectivamente. 
Además de la iglesia, en el pueblo de San Bartolo Ameyalco se pueden encontrar varias capillas pequeñas construidas por los vecinos, con la finalidad de orar de manera más cercana a los santos y de consolidar los vínculos sociales como en la Colonia, pues en fechas específicas se les hacen misas y al terminar se invita a la gente a comer. En Semana Santa se llevan a cabo varias de estas celebraciones particulares.  

### Día de muertos
Esta fecha es especial para recordar a todos los seres queridos que han muerto, principalmente a los más recientes. Se acostumbra poner grandes ofrendas con cañas, dulces, guayabas, limas, plátanos, mandarinas, pan de muerto, figuras (piezas de pan), mole, dulce de calabaza y camote, tamales, jícamas, chocolate, café, sal, bebidas alcohólicas, calaveritas de azúcar y chocolate, flores de cempaxúchitl, veladoras, papel picado, la foto del difunto y en algunas ocasiones su ropa. La tradición es que las personas cercanas a la familia lleven una veladora o cera a la casa del difunto para recordarlos, a cambio los familiares les invitan tamales (preparados por ellos)  o algún otro bocadillo.
También se acostumbra ir al panteón a llevar flores, y limpiar sus tumbas, y a acompañar un rato a los muertos, mientras el sacerdote celebra una misa en la iglesia.               

.     

### Educación
La población cuentas con 2 escuelas primarias, una secundaria, y un plantel de educación media superior.
Primaria Profesor Onofre Meléndez
Primaria Carmen Serdán
Escuela Secundaria Técnica 68 Ignacio García Téllez
Cetis 52